# Abryna rubeta
Abryna rubeta är en skalbaggsart som beskrevs av Francis Polkinghorne Pascoe 1864. Abryna rubeta ingår i släktet Abryna och familjen långhorningar. Inga underarter finns listade i Catalogue of Life.